# 28th Street (linea BMT Broadway)
28th Street (IPA: [ˈtwɛnti-eɪtθ strit]) è una fermata della metropolitana di New York situata sulla linea BMT Broadway. Nel 2015 è stata utilizzata da 4 083 143 passeggeri, risultando la centoventiduesima più trafficata della rete.

## Storia
La stazione venne aperta il 5 gennaio 1918, come parte del prolungamento verso nord della linea BMT Broadway compreso tra le stazioni di Union Square e Times Square. Negli anni 1970 la stazione fu sottoposta ad una prima ristrutturazione e nel 2001 ad una seconda che la rese parzialmente accessibile.

## Strutture e impianti
28th Street è una fermata sotterranea con due banchine laterali e quattro binari, i due esterni per i treni locali e i due interni per quelli espressi. Le due banchine non sono connesse tra di loro e hanno ingressi e tornelli separati. Situata sotto l'incrocio tra 28th Street e Broadway, ha uscite su queste due strade.
Negli anni 1970 la stazione fu rinnovata modificandone l'aspetto attraverso la sostituzione delle piastrelle e dei mosaici originali. I rivestimenti originari vennero poi ripristinati con la ristrutturazione del 2001, che portò anche all'installazione di nuove luci e indicazioni e all'accorciamento della banchina in direzione nord di 3,5 metri.

## Movimento
La stazione è servita dai treni di quattro linee della metropolitana di New York:
- Linea N Broadway Express, attiva solo nei fine settimana e di notte;[6]
- Linea Q Broadway Express, attiva solo di notte;[7]
- Linea R Broadway Local, sempre attiva, tranne di notte;[8]
- Linea W Broadway Local, attiva solo nei giorni feriali esclusa la notte.[9]